# Mezdra
Mezdra (búlgaro:Мездра) é uma cidade da Bulgária, localizada no distrito de Vratsa. A sua população era de 10,896 habitantes segundo o censo de 2010.

## População
| Mezdra | Mezdra | Mezdra | Mezdra | Mezdra | Mezdra | Mezdra | Mezdra | Mezdra | Mezdra | Mezdra | Mezdra | Mezdra | Mezdra | Mezdra | Mezdra | Mezdra | Mezdra | Mezdra | Mezdra |
| --- | ------ | ------ | ------ | ------ | ------ | ------ | ------ | ------ | ------ | ------ | ------ | ------ | ------ | ------ | ------ | ------ | ------ | ------ | ------ |
| Ano | 1887   | 1910   | 1934   | 1946   | 1956   | 1965   | 1975   | 1985   | 1992   | 2001   | 2002   | 2003   | 2004   | 2005   | 2006   | 2007   | 2008   | 2009   | 2010   |
| População |        |        |        | …      | 6,487  | 9,796  | 12,701 | 13,597 | 13,006 | 12,445 | 12,387 | 12,185 | 11,922 | 11,598 | 11,415 | 11,330 | 11,062 | 11,015 | 10,896 |
| Fontes: Instituto Nacional de Estatísticas, „citypopulation.de“, „pop-stat.mashke.org“, Bulgarian Academy of Sciences |        |        |        |        |        |        |        |        |        |        |        |        |        |        |        |        |        |        |        |